# Publio Elio Ligure
Publio Elio Ligure (in latino Publius Aelius Ligus; fl. II secolo a.C.) è stato un politico romano.

## Biografia
Figlio di un omonimo Publio Elio, fu pretore nel 175 a.C. e console nel 172 a.C., anno nel quale esercitò il suo potere sulla Liguria, da cui trasse il cognomen. Assieme a Gaio Popilio Lenate, suo collega nel consolato, prese parte alla prima coppia consolare interamente di origine plebea. Nel 167 a.C. fece parte, con il pretore Lucio Anicio Gallo, di una commissione di cinque uomini incaricati di occuparsi dell'Illirico. Un suo successore fu Aelio Ligure tribuno nel 58 a.C. che con Publio Clodio Pulcro agì contro Cicerone.